# المطاردة في ولاية كونيكتكت (فلم)
المطاردة في ولاية كونيكتكت (بالإنجليزية: The Haunting in Connecticut) هو فلم رعب، وفيلم إثارة، ورعب نفسي تم إصداره عام 2009.

## ملخص القصة
استنادًا إلى قصة حقيقية تقشعر لها الأبدان و لقاء مرعب من الحياة الواقعية لعائلة واحدة مع قوى الظلام الخارقة للطبيعة. عندما تنتقل عائلة كامبل إلى ولاية كونيكتيكت الشمالية، سرعان ما يعرفون أن منزلهم الفيكتوري الساحر له تاريخ مزعج.
في عام 1987 اصطحبت سارة كامبل ابنها مات إلى المنزل من المستشفى حيث كان يخضع لعلاج السرطان. سارة وزوجها بيتر، وهو مدمن على الكحول، يناقشان العثور على منزل مستأجر أقرب إلى المستشفى. وفي زيارة أخرى للمستشفى، وجدت سارة رجلاً يضع لافتة "للإيجار" أمام منزل كبير. يشعر الرجل بالإحباط ويقدم لها الشهر الأول مجانًا إذا قامت باستئجاره على الفور.

## طاقم التمثيل
- فيرجينيا مادسن
- أماندا كرو
- مارتن دونوفان
- كايل غالنر
- إيلياس كوتياس

## الاستقبال

### الجوائز والترشيحات
الجوائز
الترشيحات

## وصلات خارجية
- مقالات تستعمل روابط فنية بلا صلة مع ويكي بيانات